# Bárbara Maia
Bárbara de Oliveira Maia Santos, mais conhecida como Bárbara Maia (Rio de Janeiro, 19 de março de 2000), é uma atriz brasileira.

## Carreira
Estreou na televisão em 2009 numa participação no seriado A Lei e o Crime e, no ano seguinte, interpretou a protagonista da minissérie A História de Ester na primeira fase. 
Em 2011 interpretou Dulcina Alfredo, filha do cientista Zenóbio Alfredo (Guilherme Fontes) e da bela Florinda (Emanuelle Araújo) na novela Cordel Encantado sendo sua estreia na Rede Globo.
Entre entrou para o elenco da novela teen Gaby Estrella dando vida a cômica vilã Rita de Cassia Estrella que vive em rivalidade com a Gaby (Maitê Padilha), sua prima . A atriz permaneceu até o fim da novela em 2015. Após o fim de Gaby Estrella ,em 2016 estrelou a vigésima quarta temporada do seriado Malhação: Pro Dia Nascer Feliz interpelando Luíza Souza, uma garota que se envolve com Lucas (Bruno Guedes) que acabará de engravidar uma outra menina. Em 2017 entrou  para a novela Carinha de Anjo, no SBT, como a antagonista Cassandra Gamboa que vive tendo desentendimentos com a nova esposa de seu pai (Thiago Mendonça), Estefânia (Priscila Sol) .
Em 2018 fez sua estreia nos cinemas em Gaby Estrella: O Filme revivendo Rita de Cassia, personagem parte do elenco original da série Gaby Estrella. Também fez parte do elenco de Tudo por um Popstar  baseado no livro de mesmo nome da escritora Thalita Rebouças. Em 2019 integrou o elenco da macrossérie Jezabel como a atrapalhada com a temperamental Leah que tem um romance Levi (Léo Cidade) mesmo contra a vontade de seus pais. Nos cinemas estrelou Cinderela Pop ao lado de Maisa Silva e Fernanda Paes Leme dando viva a Lara, melhor amiga da protagonista no filme baseado no livro da escritora Paula Pimenta.
Em 2020, participou da comédia romântica Ricos de Amor interpretando Selma, um dos interesses amorosos do protagonista. Em 2022 integrou o elenco da série O Rei da TV, drama biográfico sobre a vida de Silvio Santos onde interpretou Patrícia Abravanel. Em 2023 fez parte da  da série em que retratou cenas intensas como o Sequestro de Patrícia Abravanel em 2001.

## Filmografia

### Televisão
| Ano     | Título                         | Personagem                | Notas                    |
| ------- | ------------------------------ | ------------------------- | ------------------------ |
| 2009    | A Lei e o Crime                | Maria                     | Episódio: "5 de janeiro" |
| 2010    | A História de Ester            | Ester / Hadessa (criança) | Episódio: "3 de março"   |
| 2011    | Cordel Encantado               | Dulcina Alfredo           |                          |
| 2013–15 | Gaby Estrella                  | Rita de Cássia Estrella   |                          |
| 2016–17 | Malhação: Pro Dia Nascer Feliz | Luíza Souza               |                          |
| 2017-18 | Carinha de Anjo                | Cassandra Gamboa          |                          |
| 2019    | Jezabel                        | Leah Palhoça              |                          |
| 2022-23 | O Rei da TV                    | Patrícia Abravanel        |                          |
| 2023    | Impuros                        | Maysa Lacerda             |                          |
| 2025    | Reis                           | Sarah                     |                          |

### Cinema
| Ano  | Título                 | Personagem              | Notas          |
| ---- | ---------------------- | ----------------------- | -------------- |
| 2018 | Gaby Estrella          | Rita de Cássia Estrella |                |
| 2018 | Tudo por um Popstar    | Liliane                 |                |
| 2019 | Cinderela Pop          | Lara                    |                |
| 2020 | Ricos de Amor          | Selma                   |                |
| 2021 | Colher de Chá          | Su                      | Curta-metragem |
| 2024 | Tudo por um Pop Star 2 | Liliane                 |                |

## Ligações Externas
- Bárbara Maia. no IMDb.
- Bárbara Maia no Instagram
- Bárbara Maia no X